# Zoltan
Zoltan je moško osebno ime.

## Izvor imena
Ime Zoltan izhaja iz madžarskega imena Zoltán. To ime z nekdanjim pomenom »knez, princ« povezujejo s turško besedo sultan, ki izhaja iz arabske besede sultân v pomenu besede »cesar, vladar, monarh« 

## Različice imena
- moške različice imena: Zoli, Zolti
- sorodne oblike imena: Emir (m), Eira (ž)

## Tujejezikovne oblike imena
pri Madžarih: Zoltán

## Pogostost imena
Po podatkih Statističnega urada Republike Slovenije je bilo na dan 31. decembra 2007 v Sloveniji število moških oseb z imenom Zolan: 130.

## Osebni praznik
V madžarskem koledarju je ime Zoltán zapisano 8. in 13. marca, 23. junija ter 20. novembra.